# 百万人の福音
『百万人の福音』（ひゃくまんにんのふくいん）は、いのちのことば社雑誌部が編集発行しているクリスチャンと求道者のための月刊誌である。
戦後の福音派の伝道においては、キリスト教文書の普及が急務であった。その中で、1950年（昭和25年）10月にTEAMの宣教師であったケネス・マクビーティにより、いのちのことば社が設立され、同社は「福音的信仰、超教派敵立場、伝道のビジョン」を掲げた。
翌年、1951年（昭和26年）11月に湖浜馨（単立・東伏見教会牧師）を編集長として、月刊『生命の糧』という名称で創刊された。敗戦後、プロテスタントの諸教派の多くが日本基督教団から離脱する時代にあり、この雑誌は超教派信仰雑誌として福音派のクリスチャンの霊性の必要に答えるために創刊された。
1954年（昭和29年）11月に『百万人の福音』（A4判）に改称する。クリスチャンのみならず、未信者の求道にも役立つ雑誌として再スタートし、今日まで伝道的・大衆的雑誌の性格を強めている。現在B5判のサイズである。